# Kabinett Müller I
Das Kabinett Müller I war ein Kabinett der Reichsregierung in der Zeit der Weimarer Republik. Bei der Reichstagswahl am 6. Juni 1920 erlitten die Parteien der Weimarer Koalition Stimmverluste und verloren ihre Mehrheit im Reichstag. Am 25. Juni 1920 kam das bürgerliche Kabinett Fehrenbach, eine Minderheitsregierung, ins Amt.

## Zusammensetzung
| Kabinett Müller I 27. März 1920 bis 21. Juni 1920 | Kabinett Müller I 27. März 1920 bis 21. Juni 1920 | Kabinett Müller I 27. März 1920 bis 21. Juni 1920 | Kabinett Müller I 27. März 1920 bis 21. Juni 1920 | Kabinett Müller I 27. März 1920 bis 21. Juni 1920 |
| ------------------------------------------------- | ------------------------------------------------- | ------------------------------------------------- | ------------------------------------------------- | ------------------------------------------------- |
| Reichskanzler                                     |                                                   | Hermann Müller                                    |                                                   | SPD                                               |
| Vizekanzler                                       |                                                   | Erich Koch-Weser                                  |                                                   | DDP                                               |
| Inneres                                           |                                                   | Erich Koch-Weser                                  |                                                   | DDP                                               |
| Auswärtiges Amt                                   |                                                   | Hermann Müller (bis 10. April 1920)               |                                                   | SPD                                               |
| Auswärtiges Amt                                   |                                                   | Adolf Köster                                      |                                                   | SPD                                               |
| Justiz                                            |                                                   | Andreas Blunck                                    |                                                   | DDP                                               |
| Finanzen                                          |                                                   | Joseph Wirth                                      |                                                   | Zentrum                                           |
| Wirtschaft                                        |                                                   | Robert Schmidt                                    |                                                   | SPD                                               |
| Ernährung                                         |                                                   | Andreas Hermes                                    |                                                   | Zentrum                                           |
| Arbeit                                            |                                                   | Alexander Schlicke                                |                                                   | SPD                                               |
| Reichswehr                                        |                                                   | Otto Geßler                                       |                                                   | DDP                                               |
| Verkehr                                           |                                                   | Johannes Bell (bis 1. Mai 1920)                   |                                                   | Zentrum                                           |
| Verkehr                                           |                                                   | Gustav Bauer                                      |                                                   | SPD                                               |
| Post                                              |                                                   | Johannes Giesberts                                |                                                   | Zentrum                                           |
| Schatz                                            |                                                   | Gustav Bauer                                      |                                                   | SPD                                               |
| Reichsminister ohne Geschäftsbereich              |                                                   | Eduard David                                      |                                                   | SPD                                               |